# Stetteldorf am Wagram
Stetteldorf am Wagram è un comune austriaco di 1 032 abitanti nel distretto di Korneuburg, in Bassa Austria; ha lo status di comune mercato (Marktgemeinde).

## Geografia
Le comuni catastali sono Eggendorf am Wagram, Inkersdorf, Starnwörth e Stetteldorf am Wagram.